# Cri-Zelda Brits
Cri-Zelda Brits (pronunciación: /kriː.ˈzɛldə/ /brɪts/), también escrito Crizelda Brits y Cri-zelda Brits, (Rustenburg, 20 de noviembre de 1983) es una sudafricana jugadora profesional de críquet, internacional y capitana de la selección nacional de Sudáfrica. 

## Trayectoria
Ocupa el puesto de bateadora diestra y de bowler medium-fast diestra. Brits fue inicialmente llamada al equipo nacional de críquet de Sudáfrica como opening-bowler en 2002. Se desarrolló para convertirse en una all-rounder y desde 2005 se consolidó como especialista bateadora. Ha capitaneado el equipo de Sudáfrica en 23 partidos entre 2007 y 2008, siendo remplazada como capitana en 2009 para concentrarse por entero en su propio rendimiento. Fue reelegida como capitana para la 2010 ICC Women's World Twenty20. Entre 2007 y 2011 capitanea el equipo de Sudáfrica 36 veces en total (1 Women's Test cricket, 23 One Day Internationals y 12 Twenty20 Internationals).
Es una de las bateadoras más prolíficas de Sudáfrica. Fue la primera sudafricana que anotó medio centenar de puntos Twenty20 International. Y una de las únicas seis mujeres que han puntuado una centena de puntos para Sudáfrica en un para tener puntuado un siglo para Sudáfrica en un One Day International (ODI). Es la anotadora que encabezó el run-scorer en ODI de Sudáfrica con 1.622 carreras. Se retiró en 2013 y, desde entonces hasta 2017, sólo dos jugadoras han conseguido superar su récord por lo que se mantiene en el tercer puesto del ranking.